# IAS 38
IAS 38 «Нематериальные активы» — международный стандарт финансовой отчётности, учитывающий нематериальные активы и действующий с 01.07.1999 года, в России утверждён приказом Минфина РФ от 25 ноября 2011 г. N 160н «О введении в действие МСФО и Разъяснений МСФО на территории РФ».

## История создания
В феврале 1977 года вышел проект стандарта E9 «Учёт научных исследований и разработок», а в июле 1978 года был опубликован стандарт IAS 9 «Учёт научных исследований и разработок», который вступил в силу с 1 января 1980 года. В августе 1991 года был опубликован также проект стандарта E37 «Расходы на исследования и разработки», а в декабре 1993 года вышел стандарт IAS 9 «Расходы на исследования и разработки» версии 1993 года, который вступил в действие с 1 января 1995 года. В июне 1995 года вышел проект стандарта E50 «Нематериальные активы», но в августе 1997 года был доработан и вновь представлен проектом Е59 «Нематериальные активы», а в сентябре 1998 года был опубликован сам стандарт IAS 38 «Нематериальные активы», который вступил в действие с 1 июля 1999 года. 31 марта 2004 года опубликованы дополнения, связанные с учетом нематериальных активов после объединения бизнесов, которые вступили в действие с 31 марта 2004 года. 22 мая 2008 года вышли дополнения, связанные с рекламой и рекламной деятельностью, которые вступили в действие с 1 января 2009 года. 16 апреля 2009 года вышли дополнения, связанные с оценкой нематериальных активов при объединении бизнесов, которые вступили в действие с 1 июля 2009 года, а 12 декабря 2013 года вышли дополнения, связанные с пропорциональным начислением амортизации по методу переоценки, которые вступили в действие с 1 июля 2014 года. 12 мая 2014 года вышли разъяснения по допустимым методам амортизации с поправками IAS 16, которые вступили в действие с 1 января 2016 года.

## Определение
Нематериальные активы (НМА) — идентифицируемые немонетарные активы, не имеющие физической формы; входят в состав внеоборотных активов.
Некоторые НМА могут помещаться на физической субстанции, например, на компакт-диске (в виде программного обеспечения), в правовой документации (в виде лицензии или патента) или на фотоплёнке, когда стоимость физического носителя совершенно незначительна по сравнению со стоимостью данных. Если актив сочетает в себе материальные и нематериальные элементы, то суждение определяется на основании, какой из этих элементов важнее.

## Признание нематериальным активом
НМА признаётся тогда и только тогда, если он отвечает критериям признания, то есть актив идентифицируем (отвечает определению НМА), компания обладает контролем над ним, вероятны будущие экономические выгоды от него, и стоимость актива может быть надёжно оценена. Если затраты не отвечают критерию признания, то они относятся на финансовый результат как расходы периода.
Актив, внутренне созданный или полученный в результате объединения бизнесов, является идентифицируемым, когда он:
- может быть отделён от предприятия для последующей продажи, передачи, сдачи в аренду или обмена, либо в индивидуальном порядке, либо совместно со связанными с ним активами, обязательствами и договорами;
- возникает из договорных или иных юридических прав, независимо от того, передаются или отделяются ли они от прочих прав и обязательств.

Идентифицируемость НМА является тем качеством, который отличает их от гудвила (гудвил представляет собой превышение затрат на приобретение компании над справедливой стоимостью принадлежащих ей чистых идентифицируемых активов).
Контроль над активом определяется возможностью получения будущих экономических выгод от владения активом и ограничения доступа третьих лиц к получению этих выгод.
Вероятный приток будущих экономических выгод определяется дополнительными доходами или сокращением затрат, которые предприятие может продемонстрировать за счёт актива при разумных и обоснованных допущениях менеджмента предприятия, отражающих наилучшие оценки экономических условий, которые будут возникать в течение всего срока службы актива.
Внутренне созданный гудвилл не подлежит признанию в качестве актива, поскольку не является идентифицируемым ресурсом (то есть не может быть отделён и не возникает из договорных или юридических прав), который контролируется предприятием и может быть надёжно оценен.
Внутренне созданные торговые марки, бренды, созданные внутри предприятия, титульные данные, издательские права, списки клиентов, организационные затраты по созданию бизнеса, затраты на рекламу, обучение и аналогичные по сути статьи не подлежат признанию в качестве НМА. Затраты на такие статьи нельзя отличить от затрат на развитие предприятия в целом.

## Оценка нематериальных активов
Первоначальная оценка
НМА первоначально оценивается по себестоимости в результате получения:
- отдельного приобретения,
- обмена активами,
- приобретения через государственную субсидию,
- приобретения в рамках объединения предприятий,
- внутренне созданный.

Себестоимость приобретённого НМА надежно оценена и равна уплаченным денежным средствам, включающим в себя покупную цену, импортные пошлины, невозмещаемые налоги, после вычета торговых скидок, а также включаются затраты по приведению актива в рабочее состояние для последующего использования (непосредственное вознаграждение работникам, профессиональные услуги и затраты на проверку надлежащей работы актива), при этом затраты на обучение персонала не капитализируются и списываются в том периоде, в котором они были понесены.
НМА, полученные в обмен на другие активы или услуги, оцениваются по справедливой стоимости, за исключением, когда обмен не имеет коммерческого содержания или справедливая стоимость ни одного из активов не может быть надежно оценена, тогда актив оценивается по остаточной стоимости переданного актива.
НМА, полученные за счёт государственной субсидии, первоначально оцениваются по номинальной стоимости, уменьшая стоимость НМА на величину полученной субсидии, или по справедливой стоимости на дату субсидии согласно IAS 20 «Учёт государственных субсидий».
НМА, полученные в результате объединения бизнесов, оцениваются по справедливой стоимости на дату покупки в рамках IFRS 3 «Объединения бизнесов».
Процесс создания актива подразделяется на стадию исследований и стадию разработок.
На стадии исследований затраты всегда признаются как расходы периода и учитываются в момент их понесения, так как предприятие не может продемонстрировать наличие актива, который будет создавать вероятные будущие экономические выгоды.
На стадии разработок НМА подлежат признанию тогда и только тогда, когда предприятие может продемонстрировать выполнение всех следующих критериев:
- техническую осуществимость завершения нематериального актива так, чтобы он был доступен для использования или продажи;
- своё намерение завершить нематериальный актив и использовать его или продать;
- свою способность использовать или продать нематериальный актив;
- каким образом нематериальный актив будет генерировать вероятные будущие экономические выгоды;
- наличие достаточных технических, финансовых и других ресурсов для завершения разработки и для использования или продажи нематериального актива;
- способность надёжно оценить затраты, относящиеся к нематериальному активу в ходе его разработки.

Последующая оценка
В последующем учёте затраты на НМА, первоначально признанные как расходы, не могут впоследствии признаваться как часть себестоимости НМА (после того как проект выйдет на стадию разработки).
После первоначального признания предприятие выбирает модель учёта для каждого класса НМА:
- по первоначальной стоимости за вычетом накопленной амортизации и накопленных убытков от обесценения;
- по переоценённой стоимости, то есть по справедливой стоимости на дату переоценки минус последующая накопленная амортизация и последующие накопленные убытки от обесценения.

Справедливая стоимость определяется только со ссылкой на активный рынок, в случае отсутствии активного рынка — а для многих видов нематериальных активов такого рынка не существует — модель переоценки не разрешена к использованию.
Если активный рынок существует, то сначала вся сумма начисленной амортизации списывается на счёт учёта НМА, а затем остаточная стоимость переоценивается до справедливой стоимости, таким образом первоначальная стоимость становится равной справедливой, а накопленная амортизация обнуляется. Положительный результат переоценки списывается в резерв переоценки основных средств (в капитал) и отражается в отчёте о прочем совокупном доходе, а отрицательный результат переоценки списывается в отчёт о прибылях и убытках. Последующее повышение стоимости НМА при последующих переоценках компенсирует ранее признанные убытки в отчёте о прибылях и убытках, а затем формирует резервы в капитале. Снижение стоимости НМА при последующей переоценке списывается за счёт снижения ранее признанных резервов переоценки в капитале, а затем списывается на убытки в отчёте о прибылях и убытках.
По мере использования НМА резерв переоценки можно переносить на нераспределённую прибыль («амортизировать») в сумме разницы между амортизационным расходом, начисленным исходя из переоценённой стоимости, и амортизационным расходом, который был бы, если бы модель переоценённой стоимости не применялась.
Амортизация НМА
Предприятие само определяет, является ли срок полезной службы НМА определённым или неопределённым:
- определённый срок полезной службы НМА определяется продолжительностью времени или количеством единиц произведенной продукции;
- неопределённый срок определяется, если отсутствует предвидимый предел времени, в течение которого от данного актива ожидаются чистые поступления денежных средств, но не является бесконечным.

Амортизация НМА с определённым сроком распределяется на протяжении всего срока полезной службы НМА, начинаясь с момента готовности к использованию, то есть когда местоположение и состояние актива обеспечивают его использование в соответствии с намерениями менеджмента предприятия. Используемый метод начисления амортизации отражает характер ожидаемого потребления предприятием будущих экономических выгод. Если такой характер не может быть надёжно определён, то должен использоваться метод равномерного начисления (линейный метод).
Амортизируемая сумма актива с определённым сроком полезной службы определяется после вычета его ликвидационной стоимости из первоначальной стоимости или из остаточной стоимости. Ликвидационная стоимость НМА равна нулю или выше, если существует обязательство третьей стороны по выкупу НМА в конце срока полезной службы или существует активный рынок, на котором можно определить ликвидационную стоимость. Амортизационные отчисления относятся на расходы текущего периода и не должны увеличивать стоимость другого актива.
Нематериальный актив с неопределённым сроком полезной службы не подлежит амортизации и тестируется на предмет обесценения путём сопоставления его возмещаемой суммы с его балансовой стоимостью на ежегодной основе и всегда при наличии признаков возможного обесценения.
Выбытие
Признание НМА прекращается при выбытии или когда от его эксплуатации или выбытия не ожидается каких-либо будущих экономических выгод, после чего резерв переоценки полностью переносится на нераспределённую прибыль. Прибыль/убыток от прекращения признания НМА (разница между чистыми поступлениями от выбытия и балансовой стоимостью актива) списывается в отчёте о прибылях и убытках, причём классифицировать такую прибыль как выручку запрещено.

## Раскрытие информации
Предприятие должно раскрывать следующую информацию для каждого класса НМА, разделяя внутренне созданные НМА и другие:
- срок полезной службы, является ли срок неопределённым, используемые нормы амортизации;
- методы амортизации НМА с определённым сроком полезной службы;
- первоначальную стоимость и накопленную амортизацию на начало и конец периода;
- линейные статьи отчёта о прибылях и убытках, в которые включена любая амортизация НМА;
- сверку балансовой стоимости на начало и на конец периода;
- балансовую стоимость НМА с неопределённым сроком полезной службы и данные, позволяющие считать, что срок его полезной службы не определён;
- описание, балансовую стоимость и оставшийся амортизационный период любого отдельно взятого НМА, имеющего существенное значение для финансовой отчётности предприятия;
- для НМА, приобретённых через государственную субсидию и первоначально признанных по справедливой стоимости:

- справедливую стоимость, первоначально признанную для этих активов;
- их балансовую стоимость;
- способ, посредством которого они оценивались после признания: по первоначальной стоимости или по методу переоценки;
- наличие и балансовые стоимости НМА с ограниченным правовым титулом и балансовые величины НМА, заложенных в обеспечение обязательств;

- величину контрактных обязательств по приобретению НМА.